# Зевксис (живописец)

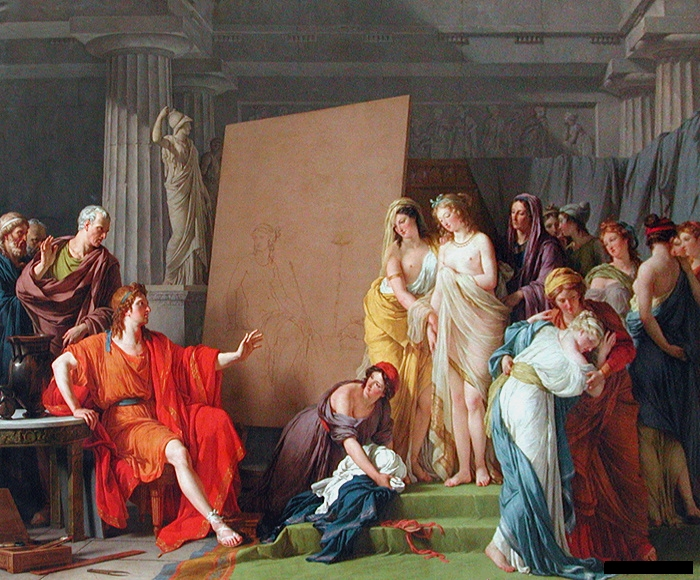
Зевксис выбирает самую красивую женщину Кротона

Зе́вксис из Геракле́и (др.-греч. Ζεῦυξις; V век до н. э., Гераклея, Базиликата — IV век до н. э., Афины) — древнегреческий живописец, работавший в 420—380 годах до н. э.

## Биография
Родился в Гераклее (ныне территория Италии), был учеником Аполлодора; последнее, самое славное время своей жизни провел в Эфесе и положил основание местной школе живописи, произведения которой отличались реалистичностью и привлекательностью.
Своими трудами он составил себе огромное состояние и громкую известность, развившую в нем непомерную гордость; дошло до того, что он не хотел работать за деньги, а дарил свои картины царям и городам, говоря, что его произведения превосходят всякую цену. Зевксис вёл роскошную жизнь и показывался в публичных местах, особенно во время праздников, в золоте и пурпуре, расшитом его шифрами. Писал фигуры в размере несколько большем против натуры; главное его достоинство заключалось в колорите, рисунок же у него был небезукоризнен.
Соперничая с Парразием в реализме, однажды он написал виноград столь правдоподобно, что птицы прилетали клевать его. Но лучше всего передавал он красоту молодого, здорового женского тела. Особенно славилась его «Елена», написанная для кротонцев, которые с большими издержками пригласили к себе великого мастера нарочно для исполнения этой картины, приняли его со всевозможными почестями и прислали ему на показ всех красивейших девушек своего города, дабы из них он выбрал себе подходящих натурщиц. Из их числа художник избрал пятерых, и таким образом, списывая то с той, то с другой, создал столь идеальный образ женщины, что взглянуть на него будто бы было неземным наслаждением. Живописец Никомах Фивский был потрясён этой картиной, и когда у него спросили, почему его так восхищает искусство Зевксиса ответил: «Ты бы не спросил меня, если б имел мои глаза».
В другой картине Зевксиса, «Семье кентавров», по свидетельству древних писателей, грация соединялась с живой характерностью. Из прочих его картин пользовались большой славой «Пенелопа», «Зевс, окруженный сонмом богов», «Связанный сатир Марсий», «Геркулес-дитя» и «Эрот, увенчанный розами».
По утрате Грецией независимости лучшие произведения Зевксиса попали в Рим; отсюда впоследствии они были перевезены в Константинополь, где погибли все до единого при неоднократно случавшихся пожарах.
Картину «Семья кентавров» римский военачальник Сулла вместе с другими произведениями искусства отправил в Италию. Затем около мыса Малей корабль затонул, и все они погибли, в том числе и эта картина.
Согласно легенде Зевксис скончался от непомерного смеха.